# Aproida
Aproida is een geslacht van kevers uit de familie bladkevers (Chrysomelidae).
De wetenschappelijke naam van het geslacht werd in 1863 gepubliceerd door Francis Polkinghorne Pascoe.

## Soorten
- Aproida balyi Pascoe, 1863
- Aproida cribrata Lea, 1929
- Aproida monteithi Samuelson, 1989